# ジャラーリー暦
ジャラーリー暦（ジャラーリーれき、英: Jalali calendar, ペルシア語: گاهشماری جلالی）は、太陽暦の一種で、現在のイラン暦の元となった暦である。グレゴリオ暦より正確な暦として知られる。

## 概要
ジャラーリー暦は、1074年、セルジューク朝の第3代スルタンであったマリク・シャーがウマル・ハイヤームら8人の天文学者に暦の作成を命じ、1079年に制定されたが、セルジューク朝の衰退とともにヒジュラ暦にとって代わられた。その後、1925年にパフラヴィー朝が成立すると、イランの公式の暦として再び採用された。ジャラーリー暦の名は、マリク・シャーの称号「ジャラール・ウッ・ダウラ（国家の栄光）」に由来する。

## 暦の方式
ウマル・ハイヤームらは、一年の長さを 365.24219858156 日と計算し、これを元に暦を制定した。グレゴリオ暦が一年の長さを365.2425日としているのに比べて非常に精度が高く、誤差は5000年ごとに1日とされている。（グレゴリオ暦は3300年に1日）。

### 閏年
ジャラーリー暦では、33年で8回の閏年が来るようになっている。（現在のイラン暦では、128年に31回。）具体的には、7回の閏年は4年に一度、8回目の閏年は5年に一度、となっている。